# Diocesi di Mâšmâhîg

Mappa del Bahrein e indicazione dell'isola di Muharraq, dove si trovava la sede della diocesi di Mâšmâhîg.

La diocesi di Mâšmâhîg è una sede episcopale della Chiesa d'Oriente, nella regione di Beth Qatraye, storicamente documentata dal V al VII secolo.

## Storia
Nelle fonti siriache, la regione del Beth Qatraye (o Bēṯ Qaṭrāyē) abbracciava la parte orientale della penisola arabica, comprensiva delle isole del golfo Persico, ed era limitata a sud dal Beth Mazunaye, corrisponde all'Oman e alla parte orientale degli Emirati Arabi Uniti, e a nord dal Maishan nel basso corso dei fiumi Tigri ed Eufrate.
In questa regione sono documentate alcune comunità cristiane nestoriane tra V e VII secolo. La fonte più dettagliata e, probabilmente, più completa, è la lettera che il patriarca Ishoʿyahb III indirizzò a metà del VII secolo ai cristiani della Chiesa del Beth Qatraye, invitandoli a prendere le distanze dai loro vescovi, che avevano rotto la comunione con il patriarca. Nella sua lettera, Ishoʿyahb elenca cinque comunità cristiane, ciascuna presumibilmente governata da un vescovo: Dayrîn, Mâšmâhîg, Talûn, Hatta e Hagar. Eccetto Talûn, le altre sedi episcopali sono attestate anche da altre fonti coeve.
Mâšmâhîg è localizzata sull'isola di Al Muharraq nella parte settentrionale dell’arcipelago di Bahrein, dove sono stati trovati anche i resti di due monasteri e dove alcuni toponimi riflettono ancora oggi un'origine cristiana. Incerta è l'origine della comunità cristiana di Mâšmâhîg, che è documentata per la prima volta nel 410, durante il concilio nestoriano celebrato dal patriarca Mar Isacco. Questo concilio depose il vescovo, Batai, che già in precedenza era stato censurato, e al suo posto elesse il vescovo Elia. I dati forniti dal concilio permettono di stabilire che Mâšmâhîg era la più antica sede episcopale della regione delle isole del golfo Persico.
Non si hanno più notizie della diocesi di Mâšmâhîg per oltre un secolo e mezzo. Nel concilio del 576, all'epoca del patriarca Ezechiele, la provincia di Beth Qatraye era rappresentata dai delegati dei vescovi Sergio di Mâšmâhîg e Isacco di Hagar. Una lettera del patriarca Ishoʿyahb I, datata tra il 581 e il 585, scritta a Giacomo, vescovo di Dayrîn, mostra come le comunità cristiane del Beth Qatraye erano ben organizzate, con i propri vescovi, l'arcidiacono, i preti, i monasteri, e che la fede cristiana aveva fatto presa anche tra la popolazione autoctona, soprattutto tra i ceti più indigenti.
Nel concilio del 585, le Chiese del Beth Qatraye non erano né presenti né rappresentate, come pure le Chiese della provincia del Fars sulla costa orientale del golfo Persico. Il motivo era l'opposizione del metropolita Gregorio di Rew-Ardashir che non riconosceva l'autorità patriarcale dei metropoliti di Seleucia-Ctesifonte. Queste indicazioni mettono in evidenza il legame che univa le comunità nestoriane di entrambe le sponde del golfo Persico, che facevano parte di un'unica provincia ecclesiastica, dipendenti dai metropoliti di Rew-Ardashir.
Tra il 634 e il 639 la regione di Beth Qatraye fu conquistata e annessa allo stato mussulmano. Le fonti coeve, soprattutto quelle di lingua siriaca, documentano la sopravvivenza delle comunità cristiane nestoriane almeno per tutto il VII secolo. Nella seconda metà di questo secolo infatti le Chiese del Beth Qatraye vissero un momento di crisi interna, che li oppose dapprima ai patriarchi di Seleucia-Ctesifonte e poi ai metropoliti di Rew-Ardashir.
Durante il patriarcato di Ishoʿyahb III (649-659), i vescovi del Beth Qatraye e del Fars non riconobbero più l'autorità del patriarca e si rifiutarono di farsi confermare da lui. Tra i maggiori sostenitori di questo movimento di dissidenza ci fu il vescovo di Mâšmâhîg, Abramo, di cui parla lo stesso patriarca in una delle sue lettere, che perseguitò le comunità monastiche della sua diocesi, che erano rimaste fedeli al patriarca.
Contestualmente, i vescovi del Beth Qatraye si opposero anche ai metropoliti di Rew-Ardashir per ottenere l'autonomia ed ergersi a provincia ecclesiastica indipendente. Per appianare le difficoltà, il patriarca Gewargis I, successore di Ishoʿyahb III, convocò nel 676 un concilio provinciale a Dayrîn, durante il quale fu istituita canonicamente la provincia ecclesiastica del Beth Qatraye. Tra i vescovi presenti, ci fu anche Tommaso, indicato dal Synodicon orientale come «metropolita di Beth Qatraye»; questo vescovo fu probabilmente un prelato di Mâšmâhîg.
In seguito, non si hanno più notizie della Chiesa di Mâšmâhîg e del cristianesimo nestoriano del Beth Qatraye, la cui fine è indicata da alcuni autori agli inizi dell'VIII secolo.

## Cronotassi
- Batai † (? - 410 deposto)
- Elia † (410 - ?)
- Sergio † (menzionato nel 576)
- Abramo † (all'epoca del patriarca Ishoʿyahb III, 649-659)
- Tommaso † (menzionato nel 676) (metropolita di Beth Qatraye)